# Marian Woronin

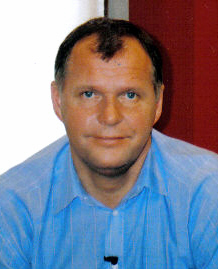
Marian Woronin (2007)

Marian Jerzy Woronin (* 13. August 1956 in Grodzisk Mazowiecki) ist ein ehemaliger polnischer Leichtathlet. Bei einer Körpergröße von 1,86 m betrug sein Wettkampfgewicht 82 kg.

## Karriere
Bei Halleneuropameisterschaften hatte Woronin 1975 mit 18 Jahren als Vierter sein internationales Debüt gegeben. Auf eine Bronzemedaille 1977 und einen vierten Platz 1978 folgten von 1979 bis 1982 vier Europameistertitel. Zum Abschluss seiner Karriere wurde er 1987 noch einmal Halleneuropameister.
1976 startete Woronin zum ersten Mal bei Olympischen Spielen. Über 100 Meter kam er ins Halbfinale, mit der polnischen 4-mal-100-Meter-Staffel wurde er Vierter. Vier Jahre später bei den Spielen in Moskau wurde er über 100 Meter und über 200 Meter jeweils Siebter. Mit der Staffel gewann er die Silbermedaille hinter der Staffel aus der Sowjetunion.
Bei den Europameisterschaften 1978 gewann er mit der Staffel Gold. Vier Jahre später bei den Europameisterschaften 1982 wurde er mit der Staffel Fünfter, gewann aber Bronze über 100 Meter. Bei seinen einzigen Weltmeisterschaften 1983 wurde er mit der Staffel Sechster.
Auf Antrag der Kinder erhielt er die internationale Auszeichnung als Kavalier des Ordens des Lächelns.
Am 9. Juni 1984 lief Marian Woronin in Warschau die 100 Meter in 10,00 Sekunden und unterbot damit den alten Europarekord, den Pietro Mennea in der Höhe von Mexiko-Stadt aufgestellt hatte. Als Woronin dieser Rekord gelang, war er schon seit Jahren eine feste Größe im 100-Meter-Lauf und im kürzeren Sprint über 50 oder 60 Meter in der Halle.